# Cimitero ebraico di Worms

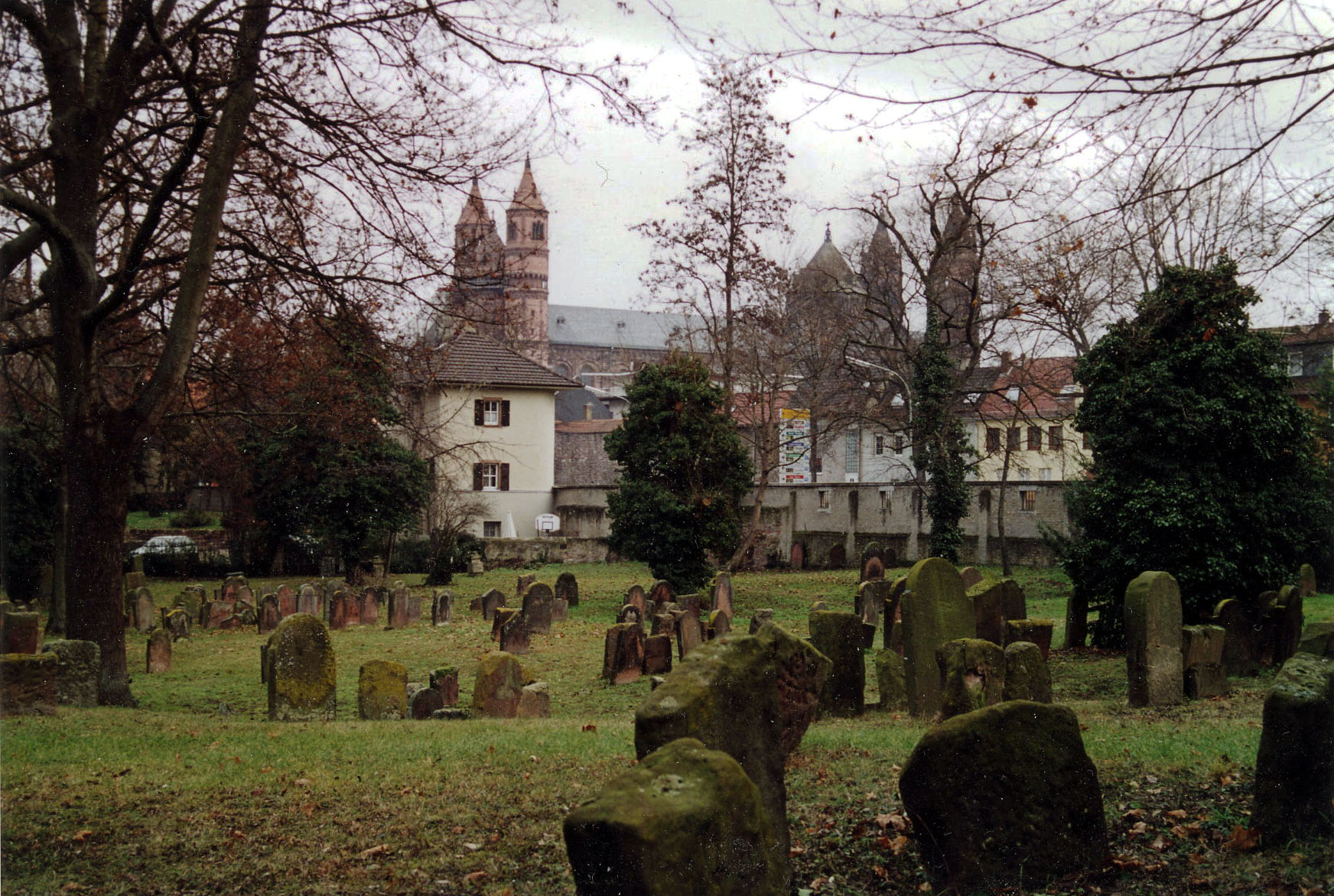
Vista del Duomo di Worms dal cimitero, conosciuta come la vista di Martin Buber. Buber ha scritto di questo punto di vista, riflettendo sui legami tra Dio e gli ebrei e tra l'ebraismo e la cristianità.

Il cimitero ebraico di Worms o Heiliger Sand, a Worms, in Germania, è solitamente considerato il più antico cimitero ebraico sopravvissuto in Europa, sebbene le sepolture nelle sezioni ebraiche delle catacombe romane lo precedano di un millennio. La comunità ebraica di Worms fu istituita all'inizio dell'XI secolo e la più antica lapide, ancora leggibile, risale al 1058/1059. Il cimitero fu chiuso nel 1911, quando fu inaugurato un nuovo cimitero. Alcune sepolture familiari continuarono a rimanervi fino alla fine degli anni 1930. La parte più antica contiene ancora circa 1.300 lapidi, mentre quella più recente (sul muro delle antiche fortificazioni cittadine, acquisite dopo il 1689) più di 1.200. Il cimitero è protetto e curato dalla città di Worms, dalla comunità ebraica di Magonza-Worms e dal governo della Renania-Palatinato. Il Salomon L. Steinheim-Institute for German-Jewish History presso l'Università di Duisburg-Essen lo documenta dal 2005.

## Geografia
L'Heiliger Sand si estende su un'area approssimativamente triangolare di circa 1,6 ettari. Originariamente era situato a sud-ovest delle mura altomedievali della città di Worms. Quando, nel XIV secolo, fu costruito un secondo ubastione, intorno a Worms, si trovava tra le due fortificazioni. Il numero di lapidi è stimato in circa 2500.
A causa della crescita della città, nella seconda metà del XIX secolo, il cimitero si trova oggi ai margini del centro della città, delimitato dalla ferrovia Magonza-Ludwigshafen a ovest, dal Willy-Brandt-Ring a est e da Andreasstrasse a nord.

### Storia dello sviluppo
Le più antiche lapidi conservate risalgono all'XI secolo. Non è noto se documentino l'inizio dell'occupazione del cimitero o se questo sia ancora più antico, anche se ci sono state più volte speculazioni su questo argomento. Sulla lapide più antica conservata il nome del sepolto, in ogni caso si tratta di una persona di sesso maschile, non è più leggibile a causa delle ingiurie del tempo. Secondo le conoscenze odierne risalirebbe all'anno 1058/1059. Per molto tempo la lapide di Jakob haBachur, del 1076/1077, è stata considerata la più antica.
Intorno al 1260 il cimitero fu dotato di un solido muro di recinzione. Nel XV o XVI secolo, come parte della nuova fortificazione esterna, fu scavato un passaggio sotterraneo, attraverso il cimitero, che collegava la porta Andrea interna ed esterna, e durante la sua costruzione furono anche murate molte delle lapidi del cimitero. Il passaggio era lungo 36 metri, alto 1,50 e largo 80 centimetri. Vennero fatti degli scavi nel 1930 e le lapidi furono recuperate. In altre occasioni sono state rubate lapidi.
Il percorso dei cortei funebri attraversava circa metà della città, dall'angolo nord-est, dove si trovava il quartiere ebraico, intorno alle mura interne a sud-ovest della città, al cimitero. Fin dal tardo medioevo la nobile famiglia Dalberg aveva il diritto e il dovere di proteggere i cortei funebri nel tragitto dal quartiere ebraico al cimitero. La comunità ebraica pagava un canone per la protezione, che alla fine del XV secolo ammontava a 80 Malter. C'è una storia leggendaria sull'origine di questo convoglio, che è stata tramandata da Juspa Schammes, secondo la quale, almeno nel XVII secolo, al corteo funebre apartecipavano sempre due ufficiali dei Dalberg.

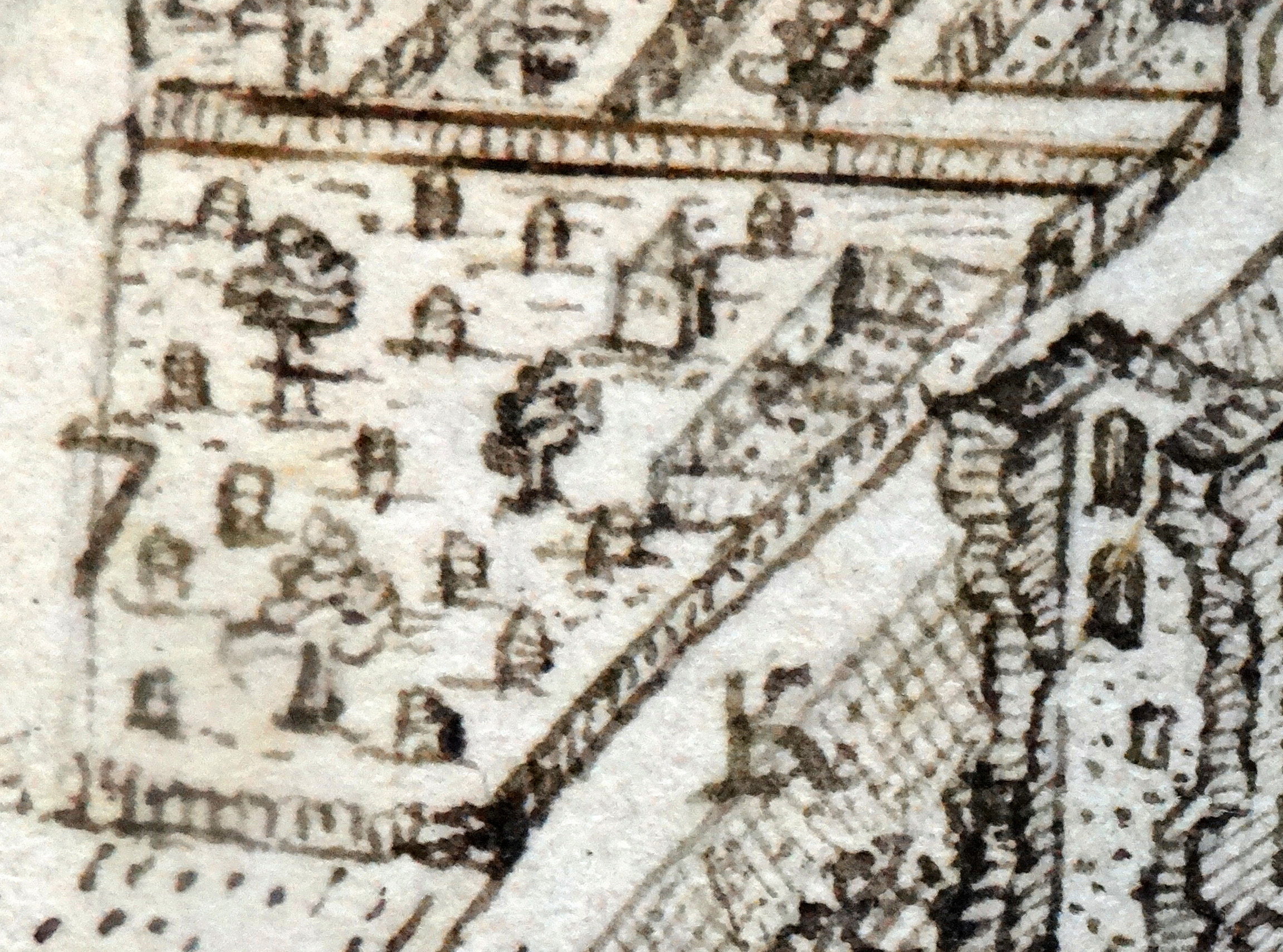
Il cimitero poco dopo la distruzione della città, nel 1689; a destra nella foto la torre danneggiata "Luginsland" della cinta muraria interna

Anche durante il pogrom del 1615 il cimitero fu oggetto di vandalismo: le lapidi furono rovesciate e danneggiate. La congregazione fu indebolita dal pogrom e nel 1618 scoppiò la guerra dei trent'anni. Nel 1620 fu rinforzato l'angolo sud-ovest della fortificazione cittadina, per cui i 2/3 dell'area cimiteriale vennero coperti. Dopo questo intervento, nel 1625, fu eseguito un restauro completo del cimitero, donato da David Oppenheim, il quale finanziò anche la ricostruzione della Sinagoga di Worms, che era stata gravemente danneggiata nel 1615. A quel tempo l'area d'ingresso del cimitero aveva il cancello d'ingresso che si conserva ancora oggi così come il Taharahaus. Inoltre venne rinnovato il muro di cinta. Ma già nel 1661 fu nuovamente danneggiato.
Nel XVIII e XIX secolo la nuova sezione cimiteriale, al piano rialzato, era la più documentata. Questa parte è un residuo della fortificazione esterna della città, che fu distrutta dalle truppe del re Luigi XIV di Francia nel 1689 durante la Guerra della Grande Alleanza. Nel XIX secolo le lapidi somigliavano stilisticamente a quelle dei cimiteri cristiani e le iscrizioni erano ormai spesso bilingue: ebraico e tedesco.
Nel 1902 la città di Worms aprì il nuovo cimitero principale Hochheimer Höhe. Nel 1911, subito dopo, fu istituito un nuovo cimitero ebraico, poiché lo Heilige Sand non aveva più spazio e non poteva essere ampliato a causa della ristrutturazione.

## Galleria d'immagini

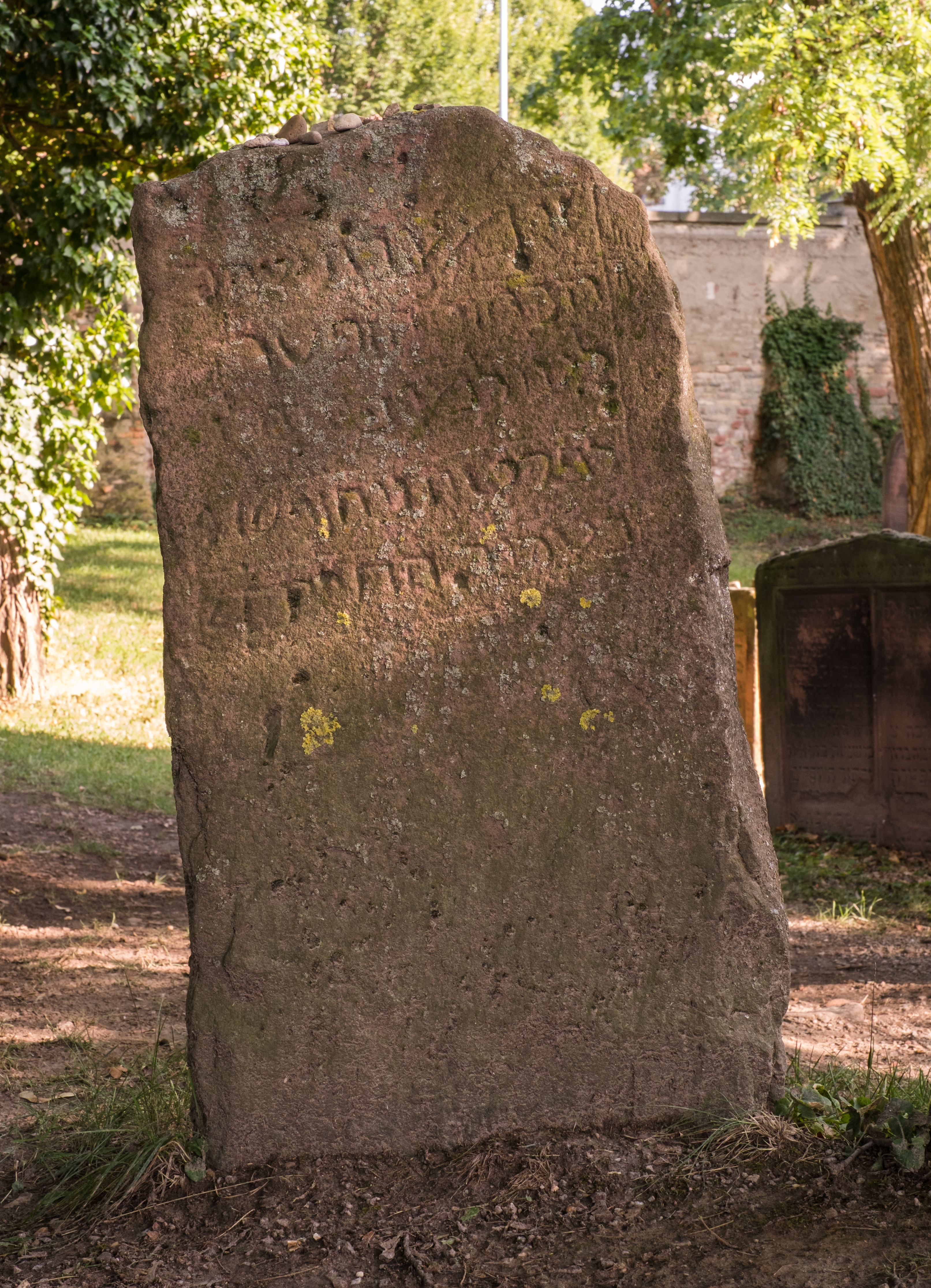
Pietra tombale datata 1076/1077: Yaakov ha-bahur
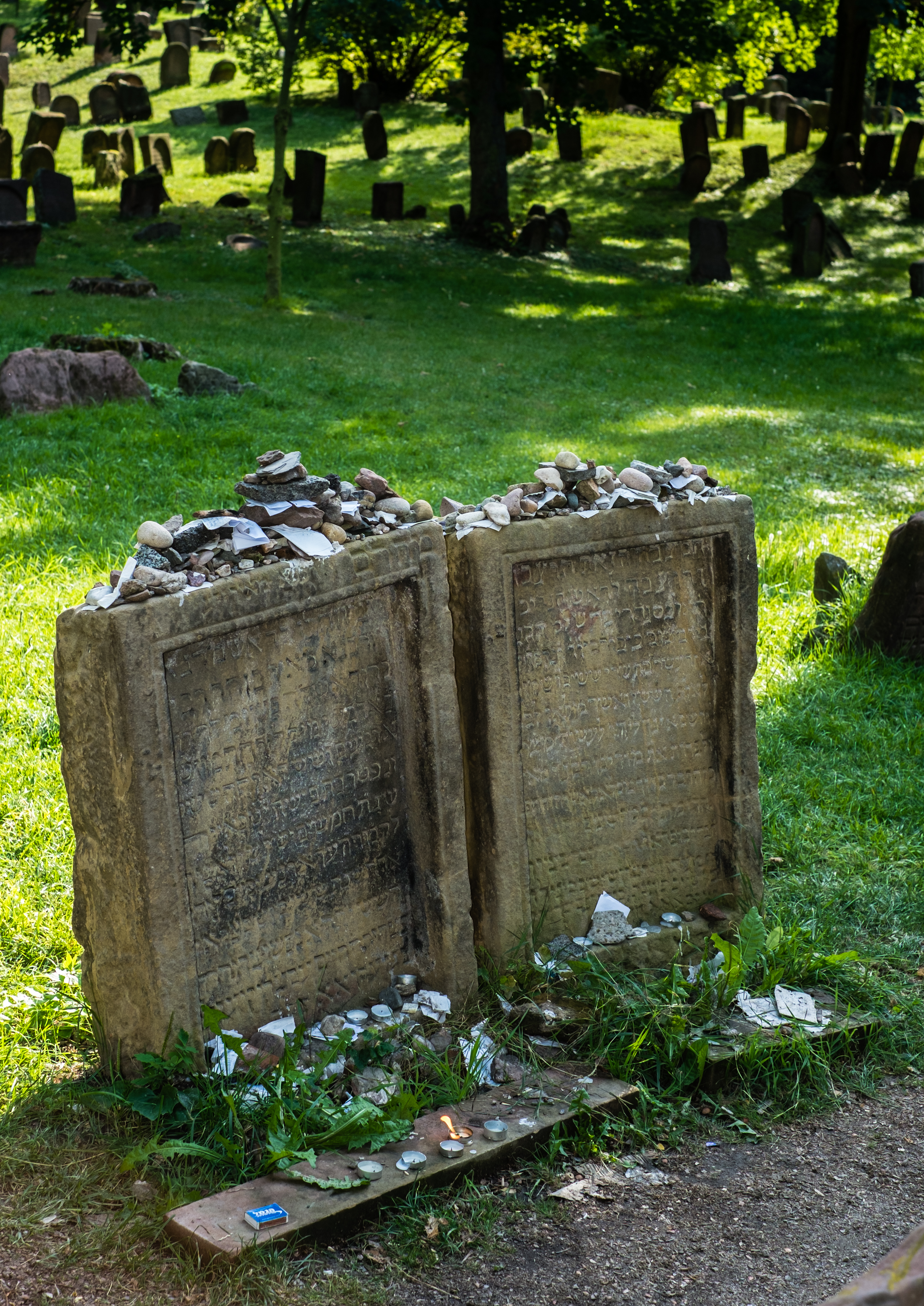
Lapidi del rabbino Meir di Rothenburg (a sinistra) e di Alexander ben Salomo Wimpfen
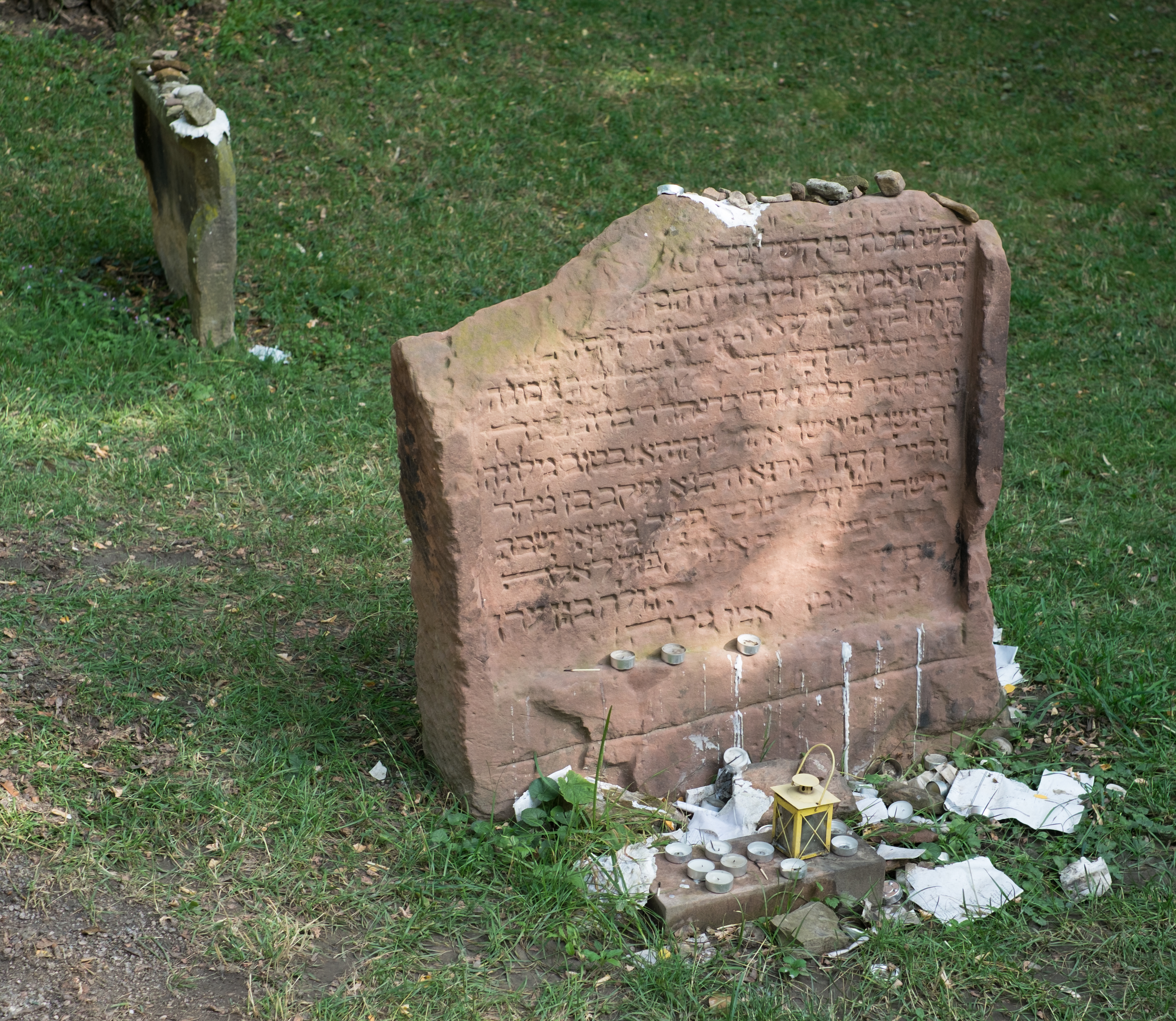
Tomba di Yaakov ben Moshe Levi Moelin, noto anche come Maharil
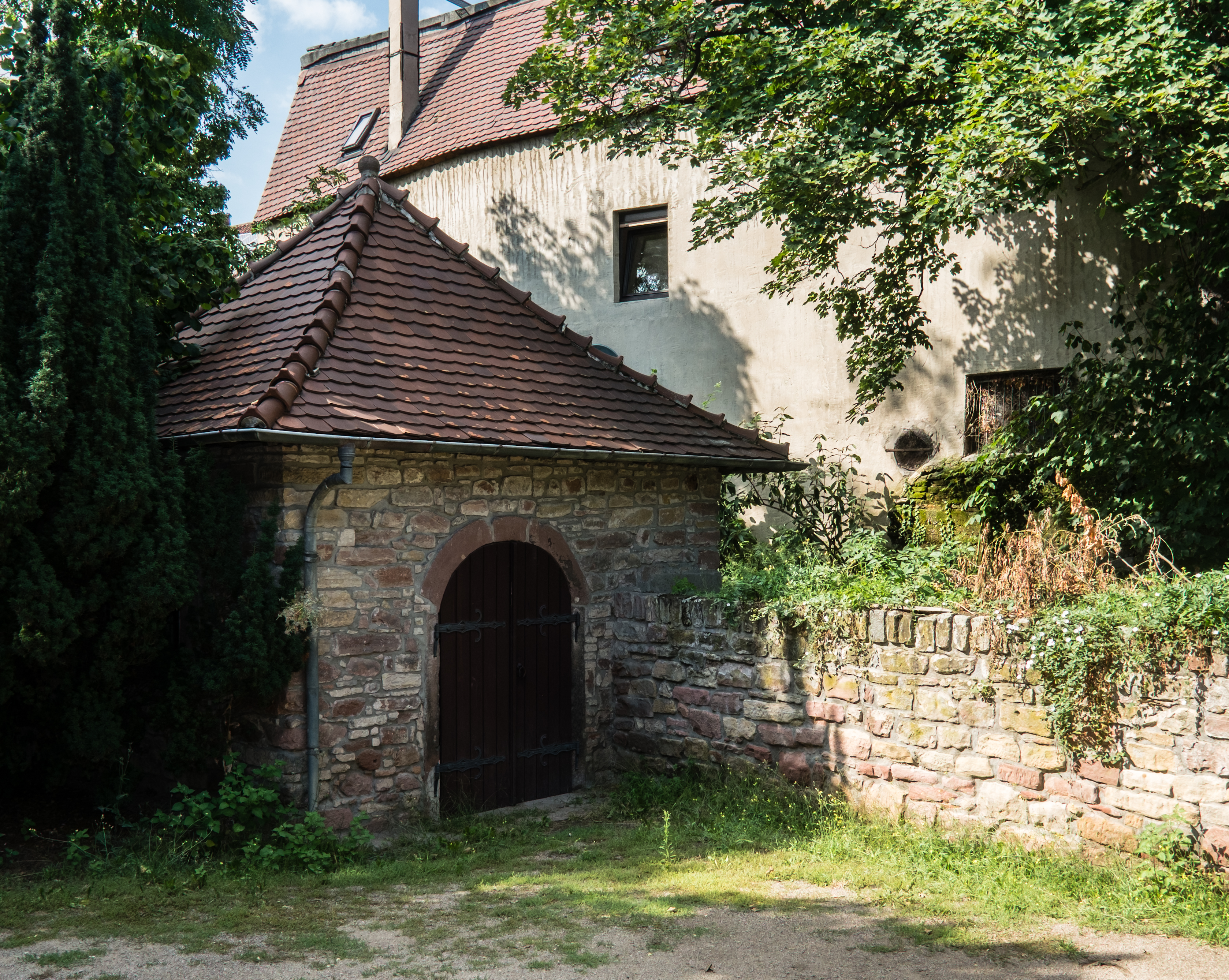
Camera mortuaria
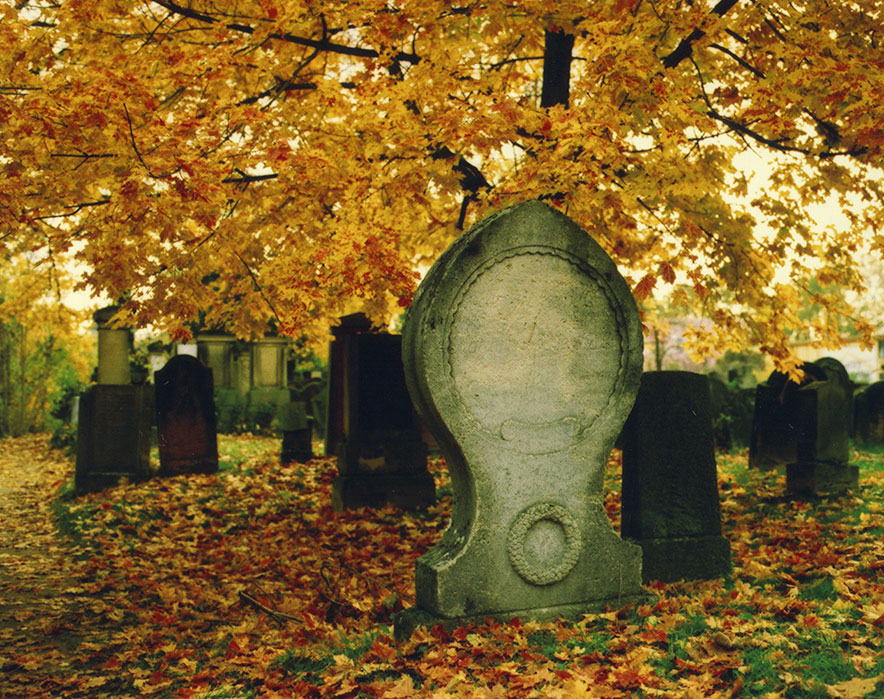
Cimitero nel 2012
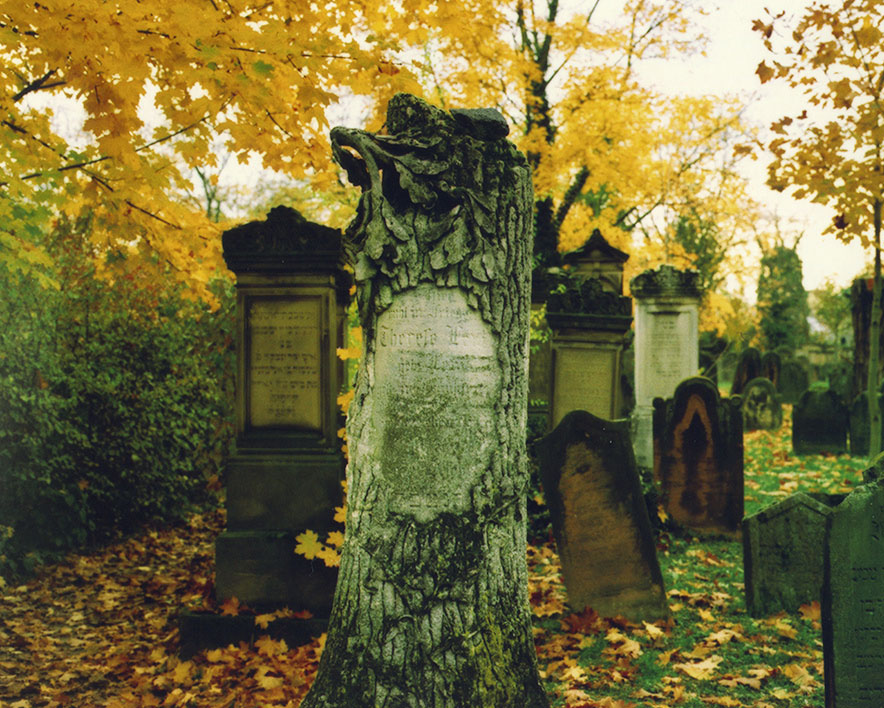
Cimitero nel 2012, con vari stili di lapide